# Мже
Мже (чеш. Mže), или Мис (нем. Mies) — река в Германии (Бавария) и Чехии (Пльзеньский край). Длина реки — 103 км. Площадь водосборного бассейна — 1828 км². Высота истока — 730 м, высота устья — 305 м.
Образуется в северо-восточной части Чешского Леса, на территории коммуны Меринг. После первых 2,4 км течения выходит к чешско-германской границе, следующие 1,4 км граница между Чехией и Германией проходит по течению реки, здесь она называется Гренцбах (нем. Grenzbach — с нем. — «Пограничный ручей»). В верховьях течёт через граниты и осадочные породы.
Далее течёт на восток по территории Чехии. В районе города Тахов, расположенного на реке, перекрыта двумя плотинами, образующими водохранилища для снабжения питьевой водой. В городе Пльзень сливается с рекой Радбуза, образуя Бероунку. В XIX веке название Мже относилось также и к Бероунке; в 2006 году муниципалитет Пльзеня выступил с инициативой возвращения Бероунке исторического наименования Мже, однако выяснилось, что такое переименование встречает возражения ряда других муниципалитетов, расположенных ниже по течению Бероунки, и представляет значительные сложности в законодательном отношении, так что в 2011 году власти Пльзеня отказались от этой идеи.
Имеет притоки — Углавка, Косови и Хамерски.